# Antonín Ulrich
Antonín Ulrich (25. října 1915 Ervěnice – 15. července 1995 Praha) byl český hudebník, skladatel a pedagog.

## Život a dílo
Vystudoval pražskou Vojenskou hudební školu v oborech housle a bicí. Vedle toho si navíc soukromě prohluboval umění ve hře na housle a studoval též komponování a dirigování. Působil u vojenských hudeb nejprve v Berouně a posléze v Hradci Králové. Po druhé světové válce začal také učit na hudební škole, kterou vystudoval. Stal se členem Symfonického orchestru hlavního města Prahy FOK. Byl kapelníkem vlastní dechovky, pro niž na Ulrichovy nápěvy psal texty písní jeho vzdálený synovec Zdeněk Svěrák.